# 骸骨騎士大人異世界冒險中
《骸骨騎士大人異世界冒險中》是秤猿鬼著作、KeG所繪畫的日本輕小說作品。2014年10月至2018年7月在成為小說家吧的網站中連載。後來自2015年6月起由OVERLAP出版。
故事講述主角「亞克」發現自己以自己遊戲角色「全身骨骼」外型，穿著自己在遊戲中的最強裝備身處異世界，並能使用遊戲中所有招式。本來抱著「被其他人發現會把自己當怪物消滅」的心態打算隱姓埋名，然而卻無法對眼前惡行置之不理。後來黑暗精靈艾莉安僱用亞克協助解救遭受囚禁當奴隸的精靈，結果在無意識中改變世界。原作于2021年4月17日宣布作品动画化，并公开PV，宣传图及声优列表。电视动画随后宣布将于2022年4月7日开播。2024年12月15日宣佈製作第2季。

## 故事簡介
主角在玩遊戲時在電腦前睡著，醒來發現自己以自己遊戲角色「亞克」外型，穿著自己在遊戲中的最強裝備身處異世界，同時能使用遊戲中除了本身職「天騎士」外轉職前的所有職業技能。盔甲下的外貌更變成遊戲中課金買下的「全身骨骼」。
最初亞克抱著「被其他人發現會把自己當怪物消滅」的心態，然而卻因無法對眼前惡行置之不理而救下了被強盜襲擊的貴族小姐羅蓮和女僕莉妲。本來打算以流浪傭兵身份隱姓埋名，卻誤打誤撞的擊退了為襲擊城鎮而放出來的巨蜥怪。
直到一日，無意中在盜賊巢穴救下綿毛狐碰太。又偶然遇上抓捕精靈的奴隸商隊，在前來營救被抓同胞的黑暗精靈艾莉安被對方用人質要脅時出手相助，後來艾莉安僱用亞克參與精靈族解放計劃，協助解救遭受囚禁的精靈。
在救出被領主囚禁的精靈後，艾莉安希望亞克繼續拹助並前往精靈部落，亞克雖然以不願脫下頭盔為由拒絕，但在艾莉安逼問下最終脫下頭盔，其骸骨模樣把在場人員嚇了一跳，更差點被剛剛救出來的精靈當成不死者攻擊，但艾莉安指出亞克不是不死者的證明後停下來。最後艾莉安以詢問長老有沒有方法幫亞克恢復肉身為由再次邀請亞克前往精靈部落，亞克終於答應了。
然而亞克不知道其一直以來行為已無意中影響到王國內部的權力鬥爭……

## 人物

### 主要人物
亞克（聲：前野智昭）
本故事主角，在玩遊戲時在電腦前睡著，醒來發現自己以遊戲角色身處異世界。
身高兩公尺，全身盔甲的骸骨模樣之天騎士。
雖然全身骨骼但能吃飯能飲水，有味覺能感覺温度，吃進去的食物會消失不見，但昏迷時灌水會從骨骼間漏出來。
因為以前玩遊戲時習慣使用騎士方式說話，所以來到異世界後也用上同樣方式，自稱為「吾」。
能使用包括轉職前在內十種不同職業技能，其中復活魔法因為會引起混亂所以禁止濫用。
遊戲中角色等級滿等二百五十級，加突破特定合作任務解禁等級五級，由於補正，兩百五十五級實際上等于三百級。
在霍邦用肩撞衝開城門和協助精靈族魔獸研究者卡西時徒手勒暈大砂蟲可見其蠻力。
擔心自己全身骨骼被發現會被人當怪物消滅，然而卻無法對眼前惡行和不平事置之不理。
認為自己這種價值觀受小時候的電視劇「暴坊將軍」影響。
因此才會初到異世界就救助了被強盜襲擊的羅蓮和莉妲，在盜賊巢穴救下綿毛狐碰太，在艾莉安被捕奴團用人質要脅時出手解圍等。
後來為尋找恢復肉身的方法而前往精靈族村子拉拉托亞，長老狄倫以有解咒功效的龍冠樹泉水位置作報酬僱傭繼續救出精靈奴隸。
在王城協助千代女救出獸人奴隸。
相當程度的路痴，經常依賴同行的艾莉安帶路。
後來到達龍冠樹成功以泉水取回肉身，但卻是遊戲中「全身骨骼」前的黑髮紅眼褐色皮膚黑暗精靈，同時因反動而昏迷一星期。醒來時因身上的“詛咒”已對泉水產生了耐性而失效。
為乘精靈族商船尋找辛香料和番茄而加入部落，改名「亞克·拉拉托亞（アーク・ララトイア）」。
在乘坐精靈族商船到南大陸遭遇克拉肯，後因想購入名為「惡魔之爪」的辛香料而想拜訪虎人族。其間獲得名為「疾驅騎龍」的座騎。
艾莉安·葛瑞妮絲·梅普爾（聲：菲魯茲·藍）
有著銀白色頭髮、淡紫色皮膚的黑暗精靈年輕戰士。
身材豐滿，武技冠絕同齡者，但由於年輕而行事妄撞。
精靈部落拉拉托亞長老的女兒，有一個姐姐伊玟。
劍術由母親所教。擅長以火炎魔法纏繞長劍和以土系魔法干擾對手。
最早知道和接受亞克全身骨骼的人。
剛和亞克一起行動時，經常對行善時的亞克說「亞克真是好人」。後來則對亞克的沒常識吐糟。見識召喚魔法後稱亞克為「會走路的危險物品」。
平常喜歡逗碰太玩。
原本對人類沒好感，但在霍邦面對希亞和希爾兩兄妹時卻表現出對小孩的愛護。
與布蘭貝納跟人類一起生活的魔獸研究者卡西接觸後，其想法受到相當大的衝擊。
有喝酒會發酒瘋的體質，但因為不願被當小孩子，被問會不會喝酒時會逞強亂灌。
因為想到生前外型而不敢吃克拉肯。
聲稱自己為看管亞克而把所屬由森都梅普爾改成拉拉托亞，改名「艾莉安·葛瑞妮絲·拉拉托亞」，對亞克暗生情愫。
千代女（聲：富田美憂）
被稱為「山野之民」的獸耳女忍者，「刃心一族」的六忍之一。
專門收集情報以解放被抓去做奴隸的同族。
「千代女」並不是本名，而是「刃心一族」六忍代代相傳的名字，亞克推測源自知名女忍者「望月千代女」，本名「彌亞」。
父母均為奴隸，父親因過勞母親則為保護女兒而分別過世。
為獲得力量保護他人而加入刃心一族，視同門的佐助如兄長。
能以忍法水遁做出巨狼攻擊。
最初和亞克在奴隸商會相遇時提供被抓精靈去向的情報。
後在王城中抱著犧牲自己當餌誘也要多一人逃脫的心態委托，最後卻因亞克參與關係而把犧牲降低。
於神聖雷布蘭帝國因想委托亞克而協助救助精靈奴隸。
知道亞克全身骨骼後形容亞克為奇特存在。
陪同亞克前往南大陸期間偶然遇到變成不死者的佐助，最後親手將其了結。
為調查佐助變成不死者的原因而委託亞克，於救助諾杉第一皇女時找到疑似佐助的線索。
碰太（聲：稗田寧寧）
被稱「綿毛狐」的精靈獸。
外形為全身綠色，臉像狐狸的飛鼠，身長約六十公分。
被亞克在強盜巢穴救下，從此一起活動。動畫版則是亞克在採集藥草任務護衛中相遇。
非常貪吃。
能使用風系精靈魔法，後來學著亞克而學懂攻擊魔法風刃。

### 羅登王國

#### 王族
瑟克特·隆达尔·卡尔隆·罗登·萨迪耶（聲：河西健吾）
羅登王国第二王妃所生的大王子，為人城府極深。擁有西方雷布蘭帝國的支持。
發現達卡勒斯密謀殺害自己而設局反過來將其殺害。
暗中資助霍邦內亂。
策劃暗殺尤莉安娜，在暗殺失敗並知道尤莉安娜與精靈族交易後，自知登基無望，立時改從精靈族交易獲取最多利益為目的行動，並將登基的祈願放在下一代上。
达卡勒斯·西西耶·卡尔隆·罗登·维多兰（聲：濱野大輝）
罗登王国第一側妃所生的二王子。擁有東方神聖雷布蘭帝國的支持。
打算廢除和精靈族結的條約，以捕獲精靈作為登上王位的資金，後因迪雁特候爵遭殺害而被破壞。
原本與霍邦伯爵密謀殺害大王子瑟克特，结果因為前往霍邦的道路出現魔獸威脅安全，期間霍邦伯爵因人民起義死於叛亂中導致暗殺失敗。
最後遭大王子安排的手下暗殺。
尤莉安娜·梅洛尔·梅莉萨·罗登·奥拉夫（聲：大西沙織）
罗登王国由正妃所生的二公主，為人耿直，受平民愛戴。
在前往霍邦途中遭遇暗殺，後被亞克在不知情下復活了。
在林布魯特大公國幫忙下成功與精靈族逹成交易。
稱呼曾經救她的亞克為「天使大人」。
菲尔娜（聲：逢田梨香子）
尤莉安娜公主的侍女兼兒時玩伴。
在公主前往霍邦途中遭遇暗殺時為保護公主而死，後被亞克復活了。
兰德尔·杜·弗利乌特兰
弗利乌特兰公爵家的嫡男，奉命护卫尤莉安娜公主的指挥官，為保護公主而死，後被亞克復活了。
赛莉安娜·梅丽亚·杜·奥拉夫·提西雁特（聲：山根綺）
羅登王國大公主，尤莉安娜的親姐姐。
現嫁到林布魯特大公國，是大公王妃。

#### 其他人物
羅蓮·拉拉雅·杜·魯畢耶爾特（聲：久住琳）
魯畢耶爾特家千金。
被亞克從強盜手中救下。
莉妲·法連（聲：櫻庭有紗）
魯畢耶爾特家的女僕。
被亞克從強盜手中救下。
霍爾克斯·法連
魯畢耶爾特鎮騎士團團長，莉妲的父親。
帶領士兵討伐巨蜥怪。
對喬凡尼追求女兒莉妲時畏首畏尾看不過眼。
巴克尔·杜·鲁毕耶尔特
羅登王國的子爵，魯畢耶爾特鎮的領主，羅蓮的父親。
曾懷疑亞克是二王子派來的手下，一度認為從強盜手中救下女兒不過是自導自演。
喬凡尼
魯畢耶爾特鎮騎士團成員，正在追求莉妲。
特萊伊頓·杜·迪雁特（聲：宇垣秀成）
羅登王國的侯爵，迪雁特鎮領主，強盜襲擊羅蓮和放出巨蜥怪到魯畢耶爾特鎮的幕後主使。
其子伍德蘭（聲：高梨謙吾）曾在參與狩獵精靈的活動中因被亞克和艾莉安打成重傷後，對他們產生極大的恐懼。
在亞克和艾莉安襲擊迪雁特的宅邸時，被艾莉安和自己抓來的兩位精靈奴隸們暴揍一頓，最終被毆打致死。
馬爾嘉（聲：赤尾光）
拉達村的小女孩。
以前會和父親到森林採集草藥，父親去世後，在佣兵公會發佈採集藥草任務，希望減輕母親負擔。
佛利修·杜·霍邦
羅登王國的伯爵，霍邦的領主。
曾通過迪雁特侯爵從奴隸商買入精靈，當聽到迪雁特侯爵被精靈族為救出同胞及報復而殺害的傳言後開始疑神疑鬼。
希爾＆希亞
居於霍邦貧民窟的兄妹，哥哥希爾性格倔強，不願受人施捨，妹妹希亞因腳傷而留在家中。
希爾在城中被衛兵圍打時被亞克救助，後以潛入領主府的秘道作回報請求治療妹妹。
萊柏特
霍邦起義軍首領。以前為霍邦的衛兵大隊長，因為反抗領主而被革職。
史基德斯·杜·布蘭貝納
布蘭貝納的領主，外表像個傭兵團團長。
接納精靈族的卡西在領地進行魔獸研究。
佩脱勒斯·杜·蘭德巴爾特
港口都市蘭德巴爾特的領主，現年二十歲。
日常舉止動作極其誇張，有如歌劇演員。
因父親為親近二王子一派而違反國法買入精靈奴隸而將其推翻，現與買入的精靈奴隸成婚。
萊亞特·達爾森·杜·古拉德＆雷夫伊特·達爾森·杜·古拉德
古拉德領主的兩個兒子。
哥哥萊亞特褐色頭髮偏短有些亂繞，鳶色眼睛。自稱候補領主中的明日之星。弟弟雷夫伊特淡褐色頭髮剪齊留得较长，散发出有些柔弱的氣質。跟哥哥同樣鳶色眼睛，明顯比哥哥有常識。
因為萊亞特胡亂挑戰方格豬卻反被追趕，最後被亞克所救。
达尔森·杜·古拉德
羅登王國的男爵，雷夫伊和萊亞特的父親。
曾祖父被精靈所救，留下「遇見精靈族有難必需出手相助」的家訓。為感謝艾莉安等人的幫助，將家訓改為領法。
賽特利昂·杜·奧爾斯泰利歐（聲：白石稔）
達卡勒斯的親信，實為瑟克特安插的內應，並照計畫暗殺達卡勒斯。

### 諾杉王國
莉爾·諾杉·索里亞
諾杉王國的第一王女，自幼受祖父教導王族矜持。

### 神聖雷布蘭帝國
多明迪亚卢斯·雷布兰·法雷泰亚费洛贝（聲：石田彰）
神圣雷布兰帝国的年輕皇帝，軍閥出生的傲慢野心家。自從希多拉的事件被解決後，開始調查收拾掉希多拉的人在。自從錫爾克去世後，打算以錫爾克教的名義召集大陸各地的信徒，讓他們效忠於自己，並藉此統一大陸。
佛洛摩亚士·杜·莱泽尔（聲：田尻浩章）
神圣雷布兰帝国政务的大法官。
傅巴（聲：中井和哉）
魔獸咒術師。
黑色長髮扭成好幾束的雷鬼頭。从裸露的衣飾底下可以看見全身各處都有着圖騰狀的刺青。
為人低俗好色，且視人命如草芥。自己身邊曾有兩個美女服侍他，一個被他丟給魔獸吞食，而另一位則成功逃走。也曾將自己任務失敗的部下和買來的奴隸拿來餵食自己的魔獸。
能使喚食人魔，幻影狼，甚至希多拉等魔獸。劍術跟艾莉安不相上下。
曾在市中賣醉纏上艾莉安被亞克制服。後在亞克等人潛入領主府碰上，在亞克收拾掉手上魔物後想召喚希多拉，中途死於艾莉安炎劍下，間接造成希多拉失控。

### 雷布蘭帝國
高尔巴·雷布兰·赛尔吉欧菲布斯
雷布蘭大帝國皇帝。

### 錫爾克教國
塔納杜司·布爾比維斯·錫爾克
錫爾克教國教皇，秘密製造不死者侵略其他國家。
真身其實跟亞克一樣是穿越者，一百年前來到這個世界。
虛擬實境遊戲玩家，一直以為自己仍在遊戲中，只是系統故障無法登出。把亞克當成使用違規外掛的玩家。
最後被龍冠樹泉水灑到恢復肉身，因而，遭受到累積了一百年份量的感情波動衝擊而亡。
馬克斯．印米迪亞．休馬尼塔斯
七大樞機的「忍讓」樞機。有著不輸戰士的體格和異常病態的黑眼圈。
能變成身高四公尺、頭部長有無數眼睛和八條手臂的怪物型態。
中間名「印米迪亞」即七宗罪的「嫉妒（invidia）」。
提斯莫．古拉．登貝朗提亞
七大樞機的「節制」樞機。
中間名「古拉」為七宗罪的「暴食（Gluttony）」。
艾琳．露庫絲莉亞．查斯蒂塔斯
七大樞機的「純潔」樞機。金髮巨乳美女，穿著暴露。與巴魯魯莫關係不合。
中間名「露庫絲莉亞」為七宗罪的「色慾（luxuria）」。
阿古侖特．伊拉．帕西提恩提亞
七大樞機的「忍耐」樞機。肌肉發達，體格如同戰士的白髮白鬍老人。
中間名「伊拉」為七宗罪的「憤怒（ira）」。
巴爾托德．斯佩爾比亞．修彌里塔斯
七大樞機的「謙卑」樞機。身形修長，戴黑墨鏡、剃了光頭的男人，在七大樞機當中看起來最像聖職者的成員。
被主教指派去尋找強大的素材而前往黑之森，先後藉由自己的能力寄生在樹王和龍王身上，最終被亞克擊敗。
能寄生在其他生物身上。
中間名「斯佩爾比亞」為七宗罪的「傲慢（superbia）」。
巴魯魯莫．阿丸歷提亞．利貝拉利塔斯
七大樞機的「慷慨」樞機。外貌看似三十歲且戴著眼鏡的男子。與艾琳關係不合。
能變成長著貓頭鷹頭的巨猿，且帶有俐齒和四肢手臂。
中間名「阿丸歷提亞」為七宗罪的「貪婪（avaritia）」。
查爾斯．阿克迪斯．英達斯特里亞
七大樞機的「勤勉」樞機。醜陋且肥胖的光頭男子，也是七大樞機中最不被看好的。
曾派遣被改造成不死者的佐助袭击巨人群並把其引到都市和虎人部落。也曾吞食許多信徒。
能變成巨大的蜥蜴，六隻腳且帶有成千上萬個嘴巴，並且肉體具備再生能力。
中間名「阿克迪斯」為七宗罪的「怠惰（acedia）」。

### 外傳
拉契
外傳「拉契行商記」的主角，有著一頭咖啡色頭髮的青年旅行商人。
於迪雁特鎮收購了亞克手上戰利品，於布蘭貝納拾走亞克打倒的沙飛龍，另於港口都市蘭德巴爾特收購了亞克帶來的巨龍素材。
在亞克牽線下獲得蘭德巴爾特的經營許可證，成功擁有自己的鋪面，幫忙銷售刃心一族帶來的魔物素材。
因亞克把收繳的海盜船轉贈而擁有自己的船隻，又接收了用來充當修理費的龍王鱗片。
貝爾
拉契的青梅竹馬，充當護衛的劍士。
瑞兒
拉契的青梅竹馬，充當護衛的魔法師。
多爾多克
位落於拉契商會旁邊的多爾多克商會會長，經營糧食生意，有時會提供拉契生意上的意見。

### 精靈
丹卡·尼爾·梅普爾（聲：江口拓也）
為救回被奴隸商會抓走的精靈同胞的精靈族戰士，亞克第一個遇到的精靈族。
對亞克抱不信任態度。
因為亞克最初自稱人族後來又變成精靈族而懷疑。之後才知道亞克全身骨骼的情況
塞娜＆烏娜
被人族的迪雁特領主囚禁在自宅的兩名精靈奴隸，已被監閉兩年，後被亞克和艾莉安救出，並將迪雁特侯爵毆打致死。
賽娜頭髮較長眼神銳利，烏娜短髮且眼角有些下垂。
狄倫·達格·拉拉托亞（聲：鳥海浩輔）
精靈族長老，部落拉拉托亞的村長。
艾莉安的父親。
葛瑞妮絲·阿爾娜·拉拉托亞（聲：皆口裕子）
狄倫的妻子，艾莉安的母親，自稱一百七十歲。
狄倫不在時出任暫代村長一職。
擁有亞克靠最高等級的身體能力也無法匹敵的高超劍技。
方格斯·弗蘭·梅普尔（聲：龜山雄慈）
葛瑞妮丝的父亲，艾莉安的外祖父，狄伦的岳父。
十大长老之一的身分统领黑暗精灵族。
擁有淡紫色皮膚、身材健壯，臉上帶有嚴重傷疤的黑暗精靈。
伊玟·葛瑞妮丝·梅普尔（聲：大久保瑠美）
艾莉安的姐姐。
和艾莉安一样有着黑暗精灵族特征的淡紫色肌肤和金色眼眸，白发剪成及肩长度。
實力在加拿大大森林中數一數二的精靈族戰士，認識龍王菲爾菲威斯洛特。
布里昂·博伊德·伊文格琳·梅普爾（聲：相馬康一）
現任精靈族族長。
初代族長後裔，同時承繼初代族長伊文格琳的名字。
卡西·海爾德·蘭德弗利亞（聲：田丸篤志）
居於布蘭貝納的魔獸研究者，與領主關係良好。
十年前因領主對其工作產生興趣，在知曉其精靈族身份後就讓其住在領主府。
主要工作為調查魔獸生態，將調查結果記錄成書本出版。
曾為獲得大砂蟲標本而請求亞克幫忙。
有一個當長老的弟弟。
泰瑞雅莎·妲莉内·蘭德巴爾特
原為蘭德巴爾特前領主從奴隸商買入的精靈奴隸，然而到達領地第一晚在女僕通報下被前領主兒子佩脫勒斯所救。
後被對方追求成功，結婚成為領主夫人。
伊文格琳
初代精靈族族長，加拿大森林的創建者。
有著其他女性精靈族沒有的豐滿胸部。

### 獸人
五右衛門（聲：竹內良太）
刃心一族六忍之一。
髮色银黑相間有如灰色虎斑猫，膚色黝黑，身材高大得比亞克還高一個頭，平時經常赤裸上身，在任務時穿忍者服。
亞克形容其外表有如世紀末霸者。
初代半藏
刃心一族創始人，亞克懷疑其身份跟自己一樣是穿越者，维里亚斯菲姆肯定了這點。
本身為人族，以前在雷布蘭帝國担任密探，並保護了帝國内處境不佳的貓人族，收為部下。
後來帝國皇帝的權威失勢，爭奪繼任皇位的紛爭開始後，初代半藏在暗中誘使各派系鬥爭導致爆發大規模的內戰。在那個時候初代半藏趁著混亂率領部下離開帝國，後來成為了刃心一族。
二十二代半藏
刃心一族現任首領。亞克形容外表有點像仙人的貓獸人。
佐助
六忍之一，千代女視作兄長的存在，一次任務後行蹤不明。
後來在南大陸發現已變成不死者，襲擊巨人群把其引到都市，造成途中大量虎人部落被毀。
最後死於千代女手下，只留下「小心教會」就離世。

### 龍王
维里亚斯菲姆
居於龍冠樹的龍王。全身布滿青藍色鳞片，背部有着四枚巨大翅膀。頭部左右各長了兩根黑色長角，頸部有着横纹，有着强韧的四肢和相當長的尾巴，從頭到尾全長约三十公尺。
因為睡覺時被亞克踏到而跟亞克打了一場，事後要求對方表達歉意，讓牠與精靈族守護龍菲爾威斯洛特見面。
與初代半藏相識，似乎經常化為四公尺多的龍人借溫泉泡。
斷言亞克須定期用泉水將釋放精神負荷，否則會因反動連靈魂都崩壞。
菲爾菲威斯洛特
住在加拿大大森林中央部聳立著的哥倫比亞山脈，女性的龍王。
是精靈族的守護龍之一。與初代精靈族長伊文格琳建立了深刻的友誼。對亞克非常有興趣。

## 用語

### 世界觀
故事世界觀發展水平接近中世紀，但有魔法，怪物和龍存在。有獸人和精靈，但由於受逼害和抓捕而遠離人群，精靈則大部份移居加拿大森林。有部份地方名跟地球地名相同，主角亞克認為是過去穿越者傳來的。

### 國家、城鎮
加拿大大森林
原為荒蕪的土地，八百年前初代族長考慮土地防禦，以豐穰魔結石育林而成，魔獸充斥，人類稱作「精靈之森」。
六百年前曾與人類國家發生戰爭，對當時國力第二的羅登王國取得壓倒性勝利。
森都梅普尔
由初代族長命名，禁止人類進入。
拉拉托亞
由狄倫負責管理的精靈族部落，艾莉安老家。
羅登王國
北方大陸中國力排名第三的國家，六百年前曾與加拿大大森林的精靈族發生戰爭，四百年前跟精靈族結條約。
都城奧拉夫
羅登王國的王都。中心是王城
魯畢耶爾特鎮
羅蓮和莉妲居住的小鎮。
迪雁特鎮
迪雁特候爵的領地，有好幾家奴隸商會。
拉達村
位置偏遠，馬爾嘉居住的村子。
霍邦
因領主長期壓榨居民而引發叛亂。
布蘭貝納
卡西居住的村子，有沙飛龍出沒。
居民藉魔獸研究者了解魔獸習性開墾不少農地，卻缺少管理人手。
蘭德巴爾特
港口都市。
因為領主換人加上大量難民湧入導致治安變差，不時發生擄人事件。
古拉德
位於魯畢耶爾特西北方的邊境小鎮。因小鎮處於森林的邊境，經常發生魔獸侵擾事件。
領主家祖先曾被精靈族所救，所以有「遇見精靈族有難，務必出手相助」的家訓。是少数不僅遵從國法，連領法都明文禁止迫害精靈族的地區。
林布鲁特大公國
原羅登王國的東南方領地，六百年反對與精靈族開戰的羅登貴族們獨立而成。
目前唯一跟精靈族有交易來往的人族國家。
神聖雷布蘭帝國
由以前的雷布蘭帝國分裂出來，位於羅登王國北方東則。
帝都赫博雷
神聖雷布蘭帝國帝都，中心皇城西格温薩城本身為以前雷布蘭帝國分裂前向東方擴張領土所建的要塞。
凱瑟克
神聖雷布蘭帝國的邊境城市。
赖夫尼察
巴里西蒙子爵的領地。
因為希多拉和炎獄魔人大戰導致領主當場死亡，加上教會被毀和魔獸失控發狂，造成民眾情緒不安。
雷布蘭大帝國
由以前的雷布蘭帝國分裂出來，位於羅登王國北方西則，主張自身血統純正。
巨大都市彼特爾柏雷

諾杉王國
位於蘭德巴爾特西方，相隔在布爾戈湾的對面，與薩爾曼王國長期紛爭不斷。
法布納哈大王國
位於南大陸，獸人族統治的國家。
盧安森林

特蘭托村
當初沒跟隨加拿大大森林的精靈族村落。主張純粹精靈社會，排斥包括黑暗精靈的其他種族。
薩爾曼王國
位於諾杉王國西南方，與諾杉王國長期紛爭不斷。
錫爾克教國
由錫爾克教成立的神權國家，原本是歷史悠久的人類國家，位於薩爾曼王國北方及戴爾福倫特王國和諾杉王國西方。在教皇錫爾克去世後，國家正處於政治架空的階段，近乎名存實亡。

### 組織
佣兵公會
以自力狩獵三個獵物並帶回證據作為考試，只要通過就能辦理佣兵證，作為傭兵工作。從一星為最低，七星為最大。工會還兼任請求調解，報酬好的委託或是需要一定人手的大型委託，都會優先交給以城鎮為據點的佣兵團。幾乎所有剩下都是接近打雜工作的苦差事。
解放者
獸人中專門解放被人族抓去做奴隸的同族的組織。
錫爾克教
相信世上一切由全知全能的唯一神創造，禁止墮胎。
教諭是人族至上主義。他們認為山野之民，精靈族與矮人族等，都是邪魔歪道與惡魔交配所生出的污穢生物；實際上是由於七名樞機卿以及教皇皆為不死者，為了避免真實身分被揭露，而不斷迫害精靈族與獸人等能夠分辨生者與不死者差異的種族。

### 種族
人族
數量最多的種族。
精靈
壽命較長，精通魔法劍術的種族，特徵為帶綠的金髮、碧綠色的眼睛、長耳朵。
六百年前被人類捕獵，在初代族長帶領下於加拿大森林建國抵禦進攻的人類軍隊，擊退人類軍隊後與羅登王國簽訂和約。
因為不同種族通婚出來的孩子會跟隨母親種族，人類貴族因為希望家族後代有精靈的魔法天賜，所以男性精靈奴隸賣得特別貴。
黑暗精靈
精靈族當中稀少的族群，擁有優秀的身體能力，魔法能力稍弱於一般精靈。
特徵為帶紫色的肌膚、白髮、金色的眼睛、比一般精靈短的長耳朵。
矮人
擅長鍛造的種族，六百年前因人類捕獵而在大陸上消失，只有精靈族知道矮人遷往加拿大森林避世。
獸人
在北大陸因「獸人」這稱呼帶歧視，所以一般改稱為「山野之民」。南大陸則統一叫成獸人。
身手矯健的種族，共通特徵為獸耳和尾巴。

### 怪物
半獸人
豬頭人身的怪物，一般三頭一組活動，身上的肉可供食用。
巨蜥怪
身長至少八公尺，有六條腿的巨大蜥蜴，雙眼像變色龍，當頭冠變紅時會放出石化視線。
方格豬
身長約兩公尺下顎有四隻獠牙的大野豬。
私语鸟
是精灵兽，也是精靈族所飼養的，这种鸟和信鸽满像的，但它的能力简直和录音机没两样。會將主人所说的话播放给其他精靈族聽。
龍蠅
身長兩公尺闊一公尺，外形如巨大蜻蜓。除非產卵期，否則不靠近不會襲擊人。
幻影狼
身長約兩公尺的白色巨狼，因為每隻幻影狼能產生兩、三隻幻影來擾亂敵人，被視為非常難纏的怪物；尾巴在魔素濃度高的地區會發出漂亮的藍光，所以毛皮的價錢很高。
沙飛龍
飛龍亞種，於早上和黃昏活動，精靈族視飛龍皮製作的裝備為初級裝備。
大砂蟲
身長約二十公尺的巨型蠕蟲，白天時潛伏在地底深處，傍晚至半夜這一段期間會爲了覓食而頻繁出沒；喜歡吃腐肉，但偶爾也會捕食活的生物。
食人魔
身高介於兩公尺到兩公尺半之間，全身的赤銅色皮膚包覆著鋼鐵般的肌肉，額頭長有像瘤一樣的角；會使用木棍或石斧當武器，習慣成群結隊。
牛頭怪
身高約三公尺的牛頭人身怪物，比食人魔更為壯碩；但因傾向於單獨行動，所以威脅程度反而比食人魔小。
小惡魔
身長十五公分，全身黑色，背後有小小雙翼和短短的尾巴，會使魅惑魔法。
希多拉
有五顆蛇頭，全身布滿深綠色鳞片，以四只腳支撑身體，高度達十公尺的大型怪物。
斯波魯
外型像氣球，身體是柔軟富有彈性的球體，上面有數顆像眼睛似的器官，垂著幾條觸手，像會飛的水母，靠吃蟲子維生。
一般只會在空中飄來飄去，一受攻擊就會出毒物，和其他怪物夾擊的話會很麻煩。
食屍蟲
用膠狀物黏着腐爛屍體，身体与四肢伸出蚯蚓般觸手。
發現獵物時會像海葵般從剖半的身体中伸出了大量觸手。
死靈騎士
上半身人下半身蜘蛛，四條手臂，兩個腦袋，有一定程度語言能力，一般被叫作蜘蛛人。
克拉肯
巨大烏賊，能用魔法隱身，成體身長約一百公尺，幼體十公尺。曾兩度擊沉以前雷布蘭帝國的遠征船隊而聞名。
黑巨人
身高六公尺，外型隻全身長毛的無頭猩猩，一雙大眼和一張大口長在胸口。

### 物品
魔石
魔物體內的石頭，能充當魔法道具的燃料。
喰魔頸圈
頸圈型魔法道具，上面施了詛咒侵蚀配戴者的魔力，令配戴者难以使用魔法，必須戴在頸上才有效。
可布米花
製作避孕藥的材料。
丰穰魔结石
灑到農地中能讓農地變肥沃，只有精靈族掌握製作方法，灑太多會吸引魔物。
轉移魔法陣
精靈族建立於各部落作往來之用，每次使用要消耗魔石。
為避免人類為此侵略，精靈族隱瞞擁有轉移魔法陣一事。
使役鐵環
魔獸咒術師用來使役魔獸的道具。
契約精靈體結晶
刃心一族獨有魔法道具，由初代半藏製作，製法已經失傳。共有十顆結晶存在，九顆結晶刃心持有，一顆下落不明。
番茄
又名「下痢果實」，後來才被命名為番茄。本身含毒性，如不去毒生吃會引發腹瀉而得名。
惡魔之爪
辣椒。虎人族的西方部落有栽種，作為提高戰意時做菜用，獸人居民一般只用來驅蟲或捕獵時當致盲劑。

## 出版書籍

### 小說
| 冊數 | OVERLAP        | OVERLAP                | 東立出版社     | 東立出版社            | 東立出版社     | 東立出版社             |
| 冊數 | 發售日期       | ISBN                   | 發售日期       | 首刷限定版 EAN        | 發售日期       | 通常版 ISBN            |
| ---- | -------------- | ---------------------- | -------------- | --------------------- | -------------- | ---------------------- |
| 1    | 2015年6月25日  | ISBN 978-4-86554-054-3 | 不適用         | 不適用                | 2016年3月21日  | ISBN 978-986-324-162-1 |
| 2    | 2015年10月25日 | ISBN 978-4-86554-075-8 | 2016年8月11日  | EAN 471-094-554-923-1 | 2016年12月27日 | ISBN 978-986-470-723-4 |
| 3    | 2016年3月25日  | ISBN 978-4-86554-109-0 | 2016年10月21日 | EAN 471-094-554-969-9 | 2016年12月27日 | ISBN 978-986-482-087-0 |
| 4    | 2016年7月25日  | ISBN 978-4-86554-146-5 | 2016年12月27日 | EAN 471-094-555-528-7 | 2017年5月18日  | ISBN 978-986-482-389-5 |
| 5    | 2016年11月25日 | ISBN 978-4-86554-169-4 | 2017年3月20日  | EAN 471-094-555-150-0 | 2017年5月18日  | ISBN 978-986-482-843-2 |
| 6    | 2017年4月25日  | ISBN 978-4-86554-209-7 | 2017年8月3日   | EAN 471-094-555-299-6 |                | ISBN 978-986-486-576-5 |
| 7    | 2017年8月25日  | ISBN 978-4-86554-249-3 | 2017年11月27日 | EAN 471-094-555-365-8 |                | ISBN 978-986-955-207-3 |
| 8    | 2018年3月25日  | ISBN 978-4-86554-318-6 | 2018年7月30日  | EAN 471-094-555-622-2 |                | ISBN 978-957-261-185-2 |
| 9    | 2019年3月25日  | ISBN 978-4-86554-432-9 | 2019年12月5日  | EAN 471-094-556-026-7 |                | ISBN 978-957-263-635-0 |
| 10   | 2022年3月25日  | ISBN 978-4-86554-549-4 | 不適用         | 不適用                | 2022年8月1日   | ISBN 978-957-269-667-5 |

### 漫畫
| 冊數 | OVERLAP       | OVERLAP                | 東立出版社     | 東立出版社                       |
| 冊數 | 發售日期      | ISBN                   | 發售日期       | ISBN/EAN                         |
| ---- | ------------- | ---------------------- | -------------- | -------------------------------- |
| 1    | 2017年8月25日 | ISBN 978-4-86554-252-3 | 2018年6月4日   | EAN 471094555565-2（首刷附錄版） |
| 2    | 2018年2月25日 | ISBN 978-4-86554-322-3 | 2019年3月14日  | ISBN 978-957-26-0952-1           |
| 3    | 2018年9月25日 | ISBN 978-4-86554-398-8 | 2019年11月18日 | ISBN 978-957-26-2178-3           |
| 4    | 2019年3月25日 | ISBN 978-4-86554-468-8 | 2020年5月22日  | ISBN 978-957-26-3119-5           |
| 5    | 2019年9月25日 | ISBN 978-4-86554-552-4 | 2021年2月19日  | ISBN 978-957-26-4448-5           |
| 6    | 2020年2月25日 | ISBN 978-4-86554-619-4 | 2023年3月23日  | ISBN 978-957-26-5027-1           |
| 7    | 2020年8月25日 | ISBN 978-4-86554-733-7 |                |                                  |
| 8    | 2021年4月25日 | ISBN 978-4-86554-904-1 |                |                                  |
| 9    | 2021年9月25日 | ISBN 978-4-8240-0011-8 |                |                                  |
| 10   | 2022年3月25日 | ISBN 978-4-8240-0141-2 |                |                                  |
| 11   | 2022年7月25日 | ISBN 978-4-8240-0254-9 |                |                                  |
| 12   | 2023年3月25日 | ISBN 978-4-8240-0453-6 |                |                                  |
| 13   | 2024年4月25日 | ISBN 978-4-8240-0813-8 |                |                                  |
| 14   | 2025年6月25日 | ISBN 978-4-8240-1234-0 |                |                                  |

## 電視動畫

### 製作人員
- 原作：秤猿鬼（Overlapnovels刊）
- 角色原案：KeG
- 原作漫畫：サワノアキラ（「コミックガルド」連載）
- 導演：小野勝巳
- 系列構成：菊池剛
- 角色設計：今西亨
- 音樂：eba、伊藤翼
- 音樂製作：波麗佳音
- 動畫製作：Studio KAI、HORNETS

### 主題曲
第1季
片頭曲

作詞：hotaru，作曲、編曲：eba，演唱：PelleK
片尾曲

作詞、作曲：田淵智也，編曲：kz，演唱：DIALOGUE+

### 各話列表
| 第1話  | 流浪騎士、踏上替天行道之旅         | 菊池剛   | 小野勝巳   | 吉川志我津 | 今西亨 小畑賢                                         | -                      | 2022年 4月7日 |
| 第2話  | 初次任務、少女的心願及逼近的黑影   | 菊池剛   | 吉川志我津 | 吉川志我津 | 熊田明子 芝田千紗                                     | 今西亨                 | 4月14日       |
| 第3話  | 威風凜凜的精靈爲同胞起舞           | 菊池剛   | 佃泰佑     | 三浦慧     | 若山和人 東亮太 中山見都美 三島詠子 月田文律 南井尚子 | 田中穣 熊田明子        | 4月21日       |
| 第4話  | 潛入奴隸商會！探尋蔓延於世間的邪惡 | 菊池剛   | 成田巧     | 高橋幸雄   | 熊田明子 芝田千紗 井上英紀                            | 今西亨                 | 4月28日       |
| 第5話  | 曝光的秘密與造就的羈絆             | 菊池剛   | 小野勝巳   | 小高義規   | 田中穣                                                | 今西亨                 | 5月5日        |
| 第6話  | 在精靈村落裡觸及異世界的深淵       | 根元歲三 | 福島利規   |            | 芝田千紗 村田憲泰                                     | 田中穣 熊田明子        | 5月12日       |
| 第7話  | 為理想奮戰的王女迎來奇蹟           | 根元歲三 | 小高義規   | 小高義規   | 志水美子 武内啓                                       | 田中穣 熊田明子        | 5月19日       |
| 第8話  | 並肩戰鬥！隨獸人朋友在暗夜奔襲     | 根元歲三 | 大原實     | 高橋幸雄   | 松本朋之 近藤雄次                                     | 田中穣 熊田明子        | 5月26日       |
| 第9話  | 動盪的王都與少女的誓言             | 根元歲三 | 藤本       | 藤本       | 藤本                                                  | -                      | 6月2日        |
| 第10話 | 在沙漠找到邁向明天的希望           | 菊池剛   | 吉川志我津 | 吉川志我津 | 平馬浩司 武内啓 川口弘明 飯飼一幸 StudioEverGreen     | 田中穣 熊田明子        | 6月9日        |
| 第11話 | 蠻族的魔獸師暗中嘲笑               | 菊池剛   | 大原實     | 福島利規   | 志水美子 武内啓 山科和佳菜 田中穣 4tune               | 田中穣 熊田明子 今西亨 | 6月16日       |
| 第12話 | 異世界的邪惡由我來斬斷！           | 菊池剛   | 小野勝巳   | 高橋幸雄   | 熊田明子 佐賀野櫻子 石崎裕子 小川瑞江 STUDIO MASSKET  | 今西亨                 | 6月23日       |

### 播映平台
| 播映地區   | 播映平台 | 播映日期        | 播映時間              | 備註  |
| ---------- | --- | --------------- | --------------------- | ----- |
| 臺灣       | 巴哈姆特動畫瘋、中華電信MOD、Hami Video、LiTV 線上影視、myVideo、遠傳friDay影音 KKTV、LINE TV、Yahoo TV 一起看、中嘉bb寬頻.bbTV、CATCHPLAY、bilibili | 2022年4月7日－  | 星期四 23:00（UTC+8） |       |
| 香港、澳門 | 木棉花香港YouTube頻道 | 2022年4月7日－  | 星期四 23:00（UTC+8） | [ 4 ] |
| 中國大陸   | bilibili | 2022年4月28日－ | 星期四 23:00（UTC+8） | [ 5 ] |

## 製作
本作為秤猿鬼創作的第一本小說，於2014年10月19日在成為小說家吧連載。
2015年6月25日正式發行書籍版（故事情節有若干變動，網路上的稱為web版）。
漫畫版作者為サワノアキラ於2017年2月24日在免費網路漫畫雜誌「COMIC GARDO」連載。

## 評價
小說第2巻、3巻、5巻分別於書泉的週間ライトノベル獲得第七位。
由於web版第八卷後停止更新導致不少人認為已完結，其實文庫版第九卷已於2019年3月25日出版
改編漫畫入圍2020年電子漫畫大賞（電子漫畫大獎）（みんなが選ぶ!!電子コミック大賞）男性部門提名名單。

## 軼事
此作經常與OVERLORD相提並論。甚至有人認為OVERLORD才是抄襲的一方。相近的主角安茲烏爾恭，一身骸骨造型，充滿技能，都是網路遊戲穿越，甚至在當時被許多作品借鑑。連中國網路連續劇《拜見宮主大人》也傳出抄襲。

## 外部連結
- （日語） 骸骨騎士様、只今異世界へお出掛け中 -  Web版
- （日語） 骸骨騎士様、只今異世界へお出掛け中 - 漫畫版
- （日語） 骸骨騎士様、只今異世界へお出掛け中 - 文庫版
- （日語） 骸骨騎士様、只今異世界へお出掛け中 - 日本漫畫單行本
- （日語） 骸骨騎士様、只今異世界へお出掛け中 - 動畫官方網站
- （中文） 骸骨騎士大人異世界冒險中 - 東立
- （中文） 東立版小說骸骨騎士大人異世界冒險中試閱系列：2卷試閱、3卷試閱、4卷試閱、5卷試閱、6卷試閱、8卷試閱